# Ludwig Scheeffer
Karl Ludwig Scheeffer (* 1. Juni 1859 in Königsberg; † 11. Juni 1885 in München) war ein deutscher Mathematiker und Hochschullehrer.

## Leben
Scheeffer besuchte zunächst in Königsberg das Gymnasium und wechselte anschließend an das Gymnasium in Berlin. 1876 nahm er an der Universität Heidelberg das Studium der Mathematik auf und verfolgte dies an den Universitäten von Leipzig und Berlin weiter. Am 1. März 1880 wurde er schließlich an der Berliner Universität mit der Dissertation Ueber Bewegungen starrer Punktsysteme in einer ebenen n-fachen Mannigfaltigkeit zum Dr. phil. promoviert. Da er zunächst sich nicht zu einer universitären Laufbahn berufen sah, absolvierte er das notwendige Examen für den Lehrerberuf in den Fächern der Mathematik, Physik, philosophischen Propädeutik sowie der beschreibenden Naturwissenschaften. Darauf folgend nahm er zu Ostern 1881 am Friedrich-Wilhelms-Gymnasium in Berlin sein pädagogisches Probejahr auf.
Scheeffer wurde während seines pädagogischen Probejahrs bewusst, dass er seine Schaffenskraft doch der Wissenschaft widmen möchte. Nach einer aus gesundheitlichen Gründen notwendigen Reise in die Alpen wechselte er an die Universität München. Dort habilitierte er sich 1883 oder 1884 mit der Schrift Ueber einige bestimmte Integrale, betrachtet als Funktionen eines komplexen Parameters und wurde anschließend Privatdozent an der Münchener Universität. Kurze Zeit später, im Alter von 26 Jahren, starb er an Typhus. Trotz der Kürze seines Lebens und seiner akademischen Tätigkeit veröffentlichte er eine Reihe wichtiger Schriften und Aufsätze.

## Publikationen (Auswahl)
- Ueber Bewegungen starrer Punktsysteme in einer ebenen n-fachen Mannigfaltigkeit. Berlin 1880.
- Ueber einige bestimmte Integrale, betrachtet als Funktionen eines komplexen Parameters. Dreijer, Berlin 1883.
- Beweis des Laurent'schen Satzes. Acta Mathematica, Band 4 (1884), S. 375 ff.
- Allgemeine Untersuchungen über die Rektifikation von Kurven. Acta Mathematica, Band (1884), S. 49 ff.
- Ludwig Scheeffer: Die Maxima und Minima der einfachen Integrale  zwischen festen Grenzen. In: Mathematische Annalen. Band 25, Nr. 4, 1885, S. 522–593 (digizeitschriften.de).